# Voortrekkers

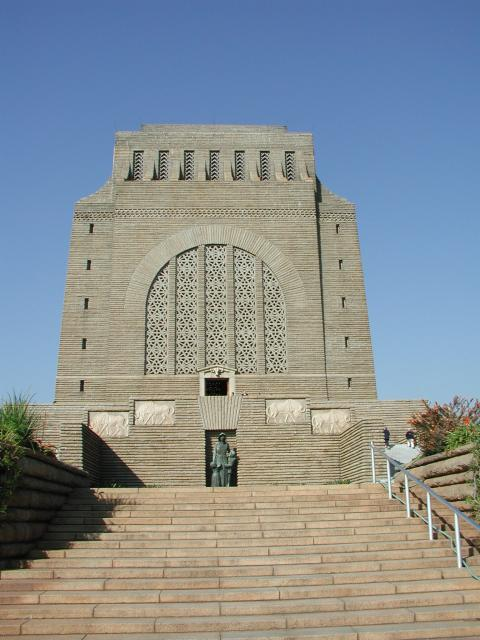
Het Voortrekkermonument, Pretoria

Vlag van de Voortrekkers

De Voortrekkers waren Nederlandstalige Afrikaner boeren, die tussen 1830 en 1850 emigreerden uit de door de Britten geannexeerde Kaapkolonie naar het binnenland van Zuid-Afrika in de zogenaamde Grote Trek, om hier hun eigen onafhankelijke Boerenstaten te stichten.
De Afrikaners die vallen onder de informele subgroep Boeren zijn de afstammelingen van de Voortrekkers die zich in het binnenland van Zuid-Afrika vestigden, verwijzend naar de overwegend agrarische afkomst van de Voortrekkers.

## Oorsprong
De Voortrekkers waren Nederlandstalige kolonisten (waaronder velen van Duitse en Hugenootse afkomst) die weigerden onder Brits gezag te leven. Ze bestonden hoofdzakelijk uit semi-nomadische trekboeren en verwilderde grensboeren.
De voornaamste oorzaken van de Trek waren onder andere:
- De constante Grensoorlogen met de Xhosa;
- De bedreiging van de Nederlandse taal door het Engels;
- De grootschalige immigratie van Engelsen in 1820;
- De gebrekkige compensatie na de vrijlating van slaven in 1834;
- De toenemende bemoeienis van Britse zendelingen;
- De gebeurtenissen bij Slachtersnek in 1815 en 1816 waarbij vijf rebelse grensboeren een voor een werden opgehangen.

In tegenstelling met wat vaak gedacht wordt, was de Grote Trek niet een uitsluitend blanke migratie; de leiders van de Voortrekkers waren echter wel blank. Sommige slaven die werden vrijgemaakt in de Kaapkolonie zijn vrijwillig tezamen met hun voormalige bazen gemigreerd.

## Grote Trek
Tijdens de Grote Trek trokken de Voortrekkers door en naar de latere boerenrepublieken Oranje Vrijstaat, de Zuid-Afrikaansche Republiek (Transvaal) en de Republiek Natalia. Het was een gevaarlijke tocht waarin ziekten en vijandige Zoeloes en Matabele veel slachtoffers maakten. Van de acht belangrijkste Voortrekkersleiders overleefden slechts drie de tocht: twee bezweken aan ziekte, twee sneuvelden op het slagveld en Piet Retief werd geëxecuteerd door de Zoeloekoning Dingane.

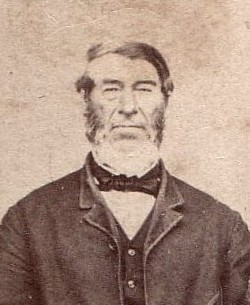
Hendrik Potgieter

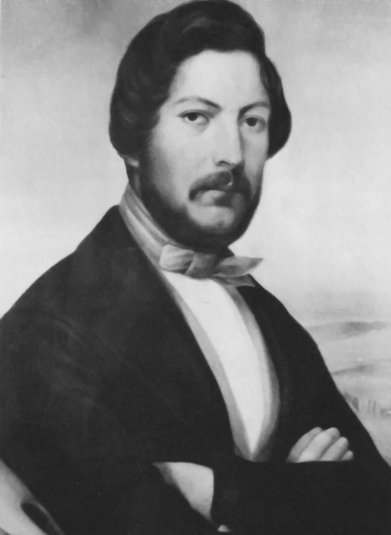
Andries Pretorius

## Leiders
De belangrijkste leiders van de Voortrekkers waren:
- Hendrik Potgieter (1792 - 1852). Vooral actief in Transoranje (later de Oranje Vrijstaat) en Transvaal, stichtte de republieken Winburg, Potchefstroom, Winburg-Potchefstroom en Zoutpansberg. Potgietersrus was naar hem vernoemd
- Louis Tregardt (1783 - 1838). Trok diep het binnenland in en keerde daarna naar Portugees-Oost-Afrika, waar hij aan malaria overleed.
- Hans van Rensburg (1779 - 1836). Trok diep het binnenland in en werd daar met zijn groep afgeslacht door inheemse Afrikanen.
- Piet Retief (1780 – 1838). Trok naar Natal en onderhandelde met Zoeloekoning Dingane om land, maar werd door hem gevangengenomen en geëxecuteerd. Pietermaritzburg is waarschijnlijk vernoemd naar Piet Retief en Gerrit Maritz
- Gerrit Maritz (1798 - 1838). Trok mee met zowel Potgieter als Retief; bezweek tijdens de Trek aan ziekte. Pietermaritzburg is waarschijnlijk vernoemd naar Piet Retief en Gerrit Maritz
- Piet Uys (1797 - 1838). Sneuvelde in de Slag bij Italeni tegen de Zoeloes.
- Andries Pretorius (1798 - 1853). Nam na Retiefs dood wraak op Dingane in de Slag bij Bloedrivier en had een belangrijke rol in de stichting van  Natalia en de Zuid-Afrikaansche Republiek. De stad Pretoria is naar hem vernoemd.
- Sarel Cilliers (1801 - 1871). Trok mee met Pretorius en was de spirituele leider van de groep, wiens gelofte aan God bij de Slag bij Bloedrivier voor lange tijd jaarlijks gevierd werd met Geloftedag.

## Nalatenschap
De Voortrekkers worden herdacht met het Voortrekkermonument in Pretoria, dat voltooid werd in 1949.